# 白先勇
白 先勇（パイ・シエンヨン、英: Pai Hsien-yong、1937年7月11日 - ）は、台湾の脚本家、小説家である。
雑誌『現代文学』の編集主幹を務める。1977年7月より同誌で掲載を開始した小説「孽子」は、1971年前後に構想を得て書き始め、5、6回書き直したほぼ完成稿を雑誌に掲載、書籍化は1983年を待つこととなる。
2013年に香港理工大学より文学博士号を授与された。

## 略歴
1937年、広西省において、国民革命軍の軍人である白崇禧の五男として生まれる。
国共内戦の敗北に伴って、1952年に台湾に渡り、青年時代を過ごす。国立台湾大学外文系を卒業後、アイオワ大学に留学。現在はアメリカ合衆国在住で、小説執筆の傍ら、カリフォルニア大学サンタ・バーバラ校で教鞭を取る。
カフカ、フォークナーなど欧米のモダニズム文学の強い影響を受け、壮大な着想と繊細な技巧を駆使した傑作を数多く上梓している。

## 主な著作
- 1965年 『永遠の尹雪艶』[9]
- 1966年 『一束の緑』、『遊園驚夢』[9][10]
- 1967年 『除夜』、『梁父山の歌』[9]
- 1968年 『最後の夜』[9]
- 1969年 『血のように赤いつつじの花』、『懐旧』、『満天に輝く星』[9]
- 1970年 『孤花恋』、『冬の夜』、『花橋栄記』[9]
- 1971年 『秋の思い』、『国葬』[9][11]
- 1983年 『孽子』遠景出版社。長編小説、同性愛を正面から描いた[12]。
  - 2006年 『孽子』陳正醍（訳）、国書刊行会。
- 1985年 『台北人』[9]
- 1995年 『六本目の指』[9]
- 2000年 白 先勇、山口 守「ワールド・カルチュア・マップ 台湾 白先勇氏インタヴュー」[13]
- 2001年 「60年代台湾文学--『現代』と『郷土』」池上 貞子（訳）[14]

## 関連資料
発行年順。
- 川口 栄一、高 文池「白先勇和陳映真比較研究」『京都外国語大学研究論叢』（通号第45号）、京都外国語大学機関誌編集委員会、京都外国語短期大学機関誌編集委員会（編）1995年、156-176頁。掲載誌別題『Academic bulletin, Kyoto University of Foreign  Studies』。
- 池上 貞子「張愛玲と白先勇--"失落"の時機をめぐって」『跡見学園女子大学紀要』第34号、2001年3月、77-86頁。
- 久下 景子「白先勇作品考察--月光の誘惑」『中国言語文化研究』第8号、2008年7月、80-91頁。
- 藤井 省三（監修）『中国文学研究文献要覧 近現代文学 1978～2008』日外アソシエーツ（編）、2010年。
- 久下 景子「中国文学あれこれ(96)白先勇『夜曲』における告白 : 台湾作家の描いた文革」『季刊中国 : 研究誌』第107号、「季刊中国」刊行委員会2011年、62-74頁。NAID 40019151606。
- 詹 閔旭「國族叙事下的同志生命經驗--從文化翻譯談白先勇的青春版《牡丹亭》」（中国語）『中国語中国文化』第8号、2011年3月、100-120頁。
- 小笠原 淳「白先勇『孽子』と台北」『アジア・ディアスポラと植民地近代 : 歴史・文学・思想を架橋する』緒形康（編）、東京：勉誠出版、2013年。別題『Asian Diasporas and Colonial Modernity』。
- 四方田 犬彦「白先勇『孽子』」『アジア全方位 : papers 1990-2013』晶文社、2013年。
- 八木 はるな「白先勇小説の映画への改編をめぐって : エグザイルとしての在米中国人」『日本台湾学会報』第16号、日本台湾学会『日本台湾学会報』編集委員会（編）、2014年6月、22-34頁。
- 八木 はるな「謝晋監督映画『最後の貴族』における子女イメージの変容 : 白先勇原作小説『謫仙記』との比較研究」『東京大学中国語中国文学研究室紀要』第17号、東京大学文学部中国語中国文学研究室、2014年11月、29-42頁。doi:10.15083/00035239、NAID 120005525809。
- 八木 はるな「白先勇『孽子』の映画・テレビドラマ・舞台劇への改編にみる、台湾セクシュアル・マイノリティ言説の変容」『東京大学中国語中国文学研究室紀要』第19号、東京大学文学部中国語中国文学研究室、2016年11月、79-96頁。doi:10.15083/00035224、NAID 120005951631。

### DVD
- Tung hsieh hsi tu = Ashes of time. (1998) Kar-wai Wong; Sung-lin Tsai; Yong Jin. World Video (San Francisco, Calif.); Scholar Films Co. Ltd.; Jet Tone Production Company.; Beijing dian ying zhi pian chang.; Tsui Siu Ming Productions Ltd.; Pony Canyon Inc. DVD.（中国語）英語字幕. OCLC 1029376957. 別題 Bodyguard from Beijing.
- 『青春版《牡丹亭》』（2007）白先勇（原作・製作）、蔡少華、樊曼儂（製作）、白先勇、華瑋、張淑香、辛意雲（脚本整理）、汪世瑜（演出）. Public Television of Taiwan. Shaohua Cai; Mannong Fan; Wei Hua; Shuxiang Zhang; Yiyun Xin; Shiyu  Wang; Fengying Shen; Jiulin Yu; Guofang Shen; Hongzhen Tao; Zhiming Shen; Binbin Qu; Lingling Chen; Xianzu Tang. DVD4枚. Xianggang : 迪志文化出版有限公司.（中国語）英語字幕付き。OCLC 190786589. 別題Qing chun ban "Mu dan ting"、別題 Peony pavilion。劇場上映版の録画。
- 『十加十』(2012?) 台北金馬影展執行委員会、侯孝賢（監督）、聞天祥（製作）、王童, 呉念真, 魏德聖, 鄭文堂, 沈可尚, 王小棣, 陳玉勳, 張艾嘉, 朱延平, 陳國富, 張作驥, 鄭有傑, 何蔚庭, 侯季然, 戴立忍, 鍾孟宏, 楊雅喆, 蕭雅全, 陳駿霖. DVD2枚 : NTSCカラー放送システム（中国語）、タイヤル語、字幕は中国語もしくは英語。Xinbei Shi Yonghe Qu : 天馬行空數位有限公司〈Taiwan Resource Center for Chinese Studies at UW-EAL.〉 [Tian ma xing kong shu wei you xian gong si.]（中国語）OCLC 930297959。別題Shi jia shi = 10 + 10.  2011年劇場版のDVD化。監督12人による12編のオムニバス作品。
- 『驀然回首臺北人』(2014). 第卅三屆行政院文化獎得獎人白先勇先生紀錄片 =  the 33rd National Cultural Award of R.O.C (Taiwan) Laureate Pai Hsien-yung's documentary film. （中国語）創藝傳媒股份有限公司, 後場音像紀錄工作室有限公司（製作）. DVD. Xin bei shi : 文化部. 別題 The sudden recollection of Taipei people. OCLC 912800581.